# Proczki
Proczki – osada leśna w Polsce, położona w województwie lubuskim, w powiecie zielonogórskim, w gminie Zabór. Miejscowość wchodzi w skład sołectwa Zabór.
W latach 1975–1998 miejscowość administracyjnie należała do województwa zielonogórskiego.